# سونيا كوتينو
سونيا كوتينو (بالإنجليزية: Sonia Coutinho)‏ (1939، إيتابونا في البرازيل - 24 أغسطس 2013، ريو دي جانيرو في البرازيل)؛ كاتِبة، صحفية وروائية برازيلية.